# Акутамі Ґеґе
Акутамі Ґеґе (яп. 芥見下々, яп. транскрипція: あくたみ げげ, система Гепберна: Akutami Gege, укр. (система Коваленка): Акутамі Ґеґе, нар. 26 лютого 1992) — це літературний псевдонім манґаки, чиї справжні ім'я та особистість невідомі. Серед найупізнаваніших творів «Магічна Битва».

## Біографія
Народився Акутамі Ґеґе 26 лютого 1992 року у префектурі Івате. З часів п'ятого класу Акутамі мешкає у Сендаї, що у префектурі Міяґі. З того ж часу, повторюючи за другом, починає малювати манґу, що надалі побудило бажання стати професійним художником. Серед робіт, які надихнули Акутамі, названо Бліч Кубо Тайто, Hunter × Hunter та Єванґеліон. У 2014 році Ґеґе Акутамі розпочинає роботу над «Kiss x Death» як асистент Ясухіро Кано.
Того ж року Акутамі публікує свій перший ван-шот «Kamishiro Sōsa» (яп. 神代捜査), що увійшов у 2 том журналу Jump NEXT! від Shueisha за 7 травня 2014. Наступною роботою став ван-шот «No.9», опублікований у 2 томі Jump NEXT! за 1 травня 2015. Та ще один ван-шот у 46-му випуску Weekly Shonen Jump за 10 жовтня 2015. А 3 жовтня 2016 року Акутамі опублікували з черговим ван-шотом «Nikai Bongai Barabarjura» (яп. 二界梵骸バラバルジュラ) у 44-му випуску Weekly Shōnen Jump за 2016 рік, за який потім номінували на 11-й конкурс «Gold Future Cup» журналу.
2017 року Акутамі починає публікацію Tokyo Metropolitan Curse Technical School (яп. 東京都立呪術高等専門学校, Гепберн: Tōkyō Toritsu Jujutsu Kōtō Senmon Gakkō, укр.: Школа Магічних Технік Міста Токіо), серію з 4 розділів, що виходила в Jump GIGA з 28 квітня по 28 липня. Пізніше цю серію буде названо «Магічна Битва 0» і вона стане прологом для подальшої роботи Jujutsu Kaisen. Публікація власне ж Магічної Битви розпочалась у 14-му випуску Weekly Shōnen Jump за 2018 рік, який вийшов 5 березня 2018 року.

## Публікації
- Kamishiro SousaKamishiro Sousa (яп. 神代捜査) (2014) — ван-шот, опублікований у Shōnen Jump Next! від Shueisha[17].
- No.9 (2015) — ван-шот, опублікований у Shōnen Jump Next! від Shueisha[18].
- No.9 (2015) — ван-шот, опублікований у Weekly Shonen Jump від Shueisha[19].
- Nikai Bongai Barabarujura (яп. 二界梵骸バラバルジュラ, Nikai Bongai Barabarujura) (2016) — ван-шот, опублікований у Weekly Shonen Jump від Shueisha[20].
- Tokyo Metropolitan Curse Technical School (яп. 東京都立呪術高等専門学校, Tōkyō Toritsu Jujutsu Kōtō Senmon Gakkō) (2017) — видавалась у Jump GIGA від Shueisha[13][14].
- Jujutsu Kaisen (яп. 呪術廻戦) (2018–донині) — видавається у Weekly Shonen Jump від Shueisha[16].

## Нагороди
2016 року Акутамі висунули на 11-й конкурс «Gold Future Cup» від Weekly Shōnen Jump за ван-шот «Nikai Bongai Barabarujura».
2019 року Jujutsu Kaisen була номінована на 65-ту премію Shogakukan Manga Award у категорії сьонен.
2020 року за Jujutsu Kaisen на щомісячному манґа-шоу Кендо Кобаяші, «Mando Kobayashi», Акутамі присудили ґран-прі.
2021 року Jujutsu Kaisen було номіновано на 25-ту щорічну культурну премію Тедзуки Осами.